# صلاة قيام الليل
صلاة قيام الليل هي صلاة النفل من بعد فعل صلاة العشاء، إلى طلوع الفجر الثاني. وتتضمن: صلاة الوتر وراتبة بعد فرض صلاة العشاء، وصلاة التراويح في رمضان، وما قد يضاف إليها مثل: سنة الوضوء. قد كان قيام الليل مفروضا قبل فرض الصلوات الخمس، ثم نسخ حكمه بعد فرضها. وصلاة قيام الليل سنة مؤكدة، وهي: مثنى مثنى ثم يختمها بركعة الوتر.

## تعريف صلاة القيام
معنى القيام في اللغة: الوقوف، أو الانتصاب. وبالمعنى الشرعي يطلق حقيقة على القيام الذي هو أحد أركان الصلاة. ويطلق مجازا على الصلاة باعتبار أنه أحد أهم أركانها. والليل أو الليلة هو الزمن من غروب الشمس إلى طلوع الفجر الثاني. والصلاة هي ذات الكيفية المعلومة بالشرع.
وقيام الليل بالمعنى الشرعي عموما هو: قضاء معظم الليل أو بعضه في طاعة الله، والتقرب إليه بالعبادة. ثم استعمل باطلاقه على الصلاة بخصوصها؛ لأنها من أفضل الطاعات. وتسمى العبادة في الليل قياما؛ لأن العبادة تتطلب القيام لها، والاستيقاظ ومجانبة النوم والجد والعزيمة في العمل. كما في قول الله تعالى: "قم فأنذر".

## أنواع صلاة الليل
الليل أو الليلة، في اللغة: "ظرف زمان يبدء من غروب الشمس، وينتهي بطلوع الفجر الثاني. والصلاة في الليل، أنواع:
- صلاة مفروضة وهما: صلاتي المغرب، والعشاء.
- صلاة النفل وهي: ما عدا الفرض.

### أنواع صلاة النوافل الليلية
- صلاة النوافل الليلية قبل فعل صلاة العشاء، هي: ركعتان راتبة بعد المغرب، وركعتان قبل صلاة العشاء، وصلاة النافلة ما بين صلاتي المغرب والعشاء لمن أراد أن يصلي فلا حرج في ذلك.
- صلاة النوافل الليلية بعد فعل فرض العشاء.
  - صلاة الوتر
  - راتبة العشاء البعدية
  - نوافل أخرى مثل: سنة الوضوء
  - نقل مطلق
  - صلاة التراويح صلاة القيام في رمضان
  - صلاة قيام الليل
  - صلاة التهجد في جوف الليل

## أنواع صلاة القيام
أنواع صلاة القيام هي: صلاة النفل بعد فعل صلاة العشاء. وتتضمن:
1. صلاة القيام في شهر رمضان وهو صلاة التراويح أو صلاة قيام رمضان.
2. صلاة قيام الليل في غير رمضان.
3. صلاة التهجد وهو الصلاة في جوف الليل، أو الصلاة بعد نوم ليلا بعد فعل صلاة العشاء.
4. صلاة الوتر في كل ليالي السنة.

## صلاة التراويح
صلاة التراويح أو صلاة قيام رمضان سنة مؤكدة هي: نوع مخصوص من صلاة قيام الليل. وتختص في رمضان. ويستحب فعلها في جماعة على الراجح عند العلماء.

## صلاة الوتر
صلاة الوتر سنة مؤكدة عند الجمهور خلافا لأبي حنيفة فهي واجبة. ويدخل وقتها بعد فعل صلاة العشاء ويستمر إلى طلوع الفجر الثاني.

## صلاة التهجد
صلاة التهجد هي: الصلاة في جوف الليل، أو بعد نوم في الليل بعد فعل صلاة العشاء. ومعنى: (تهجد) رفع النوم. فالتسمية باعتبار الخصائص المتعلقة بالصلاة من حيث كونها قيام في وقت متأخر من الليل، يهجر الإنسان مضجعة ولذة نومه رغبة في مناجاة ربه. أما نوع هذه الصلاة؛ فقد تكون هي نفسها صلاة الوتر أو صلاة التراويح، بالنسبة لمن يصلي ذلك في وقت متأخر من الليل. وقد تكون نفلا مطلقاً بحسب الأحوال. فمن أوتر ونام ثم أراد أن يصلي فله أن يصلي ما شاء لكن مثنى مثنى، ولا يوتر بعدها إذ لا وتران في ليلة.

## قيام الليل
قيام الليل بالمعنى الشرعي هو: الاشتغال معظم الليل أو بعضه في عبادة الله بالصلاة والقراءة خصوصا، وبالطاعة عموما. وقبل فرض الصلوات الخمس كان قيام الليل مفروضا، بالصلاة والقراءة إما جميع الليل إلا قليلا، وإما نصفه، وإما بالزيادة على النصف منه قليلا، وهذا كان قبل الهجرة. عندما شق على الكثيرين، خفف الله ذلك فجعل القيام بما تيسر من الليل. وهذا كان بعد الهجرة. ودلت على الأول بداية سورة المزمل، ودلت على الثاني آخر السورة، وكان آخرها ناسخا لأولها. ثم نسخ فرض قيام الليل بفرض الصلوات الخمس.

## فوائد قيام الليل
1. مغفرة للذنوب
2. أخذ الأجر والثواب
3. قيام الليل يثبت نورا في القلب
4. قيام الليل يورث صحة البدن
5. حسن الوجه
6. يكتب من الذاكرين[1]

## وصلات خارجية
- كيفية صلاة قيام الليل